# 四氧化氯
四氧化氯是一种氯氧化物，化学式为ClO
4。1923年，著名自由基化学家摩西·冈伯格提出碘单质与高氯酸银在无水乙醚中反应可制得四氧化氯：
{\displaystyle {\rm {\ I_{2}+2AgClO_{4}{\xrightarrow {Et_{2}O}}2AgI+(ClO_{4})_{2}}}}
但后来有研究认为生成的是高氯酸碘，然而至今没有可靠证据说明高氯酸碘的存在。
直到1968年，伊休斯（Eachus）在77K下用γ射线照射氯酸钾才制得它。它是七氧化二氯分解反应的活性中间体。
通过高氯酸盐的晶格能数据经热力学循环计算，可得出四氧化氯的电子亲和能为561kJ/mol。
该物质的结构不确定，分子对称性可能为Cs或C2v。